# Иоанн (Рощин)
Митрополи́т Иоа́нн (в миру Гео́ргий Евге́ньевич Ро́щин; род. 22 октября 1974, Москва) — архиерей Русской православной церкви, митрополит на покое (с 2020).

## Биография
Родился 22 октября 1974 года в Москве в семье служащих. В 1991 году окончил общеобразовательную школу № 4 города Москвы с углубленным изучением английского языка.
В 1991—1993 году учился на юридическом факультете Московского гуманитарного института. В тот же период служил алтарником Храма Живоначальной Троицы на Воробьёвых горах.
В 1993—1994 году проходил послушание в Псково-Печерском монастыре.
В 1994—1997 годы обучался в Московской духовной семинарии. Во время обучения в семинарии нёс послушание экскурсовода Церковного археологического кабинета при Московской духовной академии и семинарии.
В 1996—1997 годы работал сотрудником издательского совета Московской патриархии и принимал участие в составлении богослужебных указаний.
В 1997 году зачислен в штат отдела внешних церковных сношений Московского патриархата, в секретариат по межхристианским связям.
В октябре 1998 году обучался на курсах по составлению гуманитарных проектов для неправительственных организаций (Яссы, Румыния).
В декабре 1998 года входил в состав делегации от Русской православной церкви на VIII Ассамблее Всемирного совета церквей (ВСЦ) (Хараре, Зимбабве) и был избран членом Центрального комитета ВСЦ.
В 1999—2000 годы обучался в Свято-Владимирской духовной семинарии (штат Нью-Йорк, США).
С 2000 по 2002 год проходил обучение на философском факультете Католического университета Америки (Вашингтон, США).
С 2003 по 2009 год, являясь сотрудником секретариата отдела внешних церковных связей Московского патриархата по взаимоотношениям Церкви и общества (руководитель — протоиерей Всеволод Чаплин), курировал межрелигиозные связи, в том числе взаимодействие с Межрелигиозным советом России и Межрелигиозным советом СНГ, международными межрелигиозными организациями, входил в состав комиссии Конференции европейских церквей «Ислам в Европе», принимал участие в подготовке и проведении IV, V и VI заседаний совместной российско-иранской комиссии «Ислам — Православие».
В августе 2006 года принял участие в VIII ассамблее Всемирной конференции «Религии за мир» в Киото.
28 августа 2007 года председателем отдела внешних церковных связей Московского патриархата митрополитом Смоленским и Калининградским Кириллом (Гундяевым) был хиротонисан во диакона, а 23 сентября того же года им же — в сан пресвитера.
31 марта 2009 года решением Священного синода включён в состав делегации III Съезда лидеров мировых и традиционных религий в Астане (Казахстан) 1—2 июля 2009 года.
27 июля 2009 года решением Священного синода назначен заместителем председателя Синодального отдела по взаимоотношениям Церкви и общества.
23 сентября 2009 года включён в состав Совета по изучению материалов религиозного содержания на предмет выявления в них признаков экстремизма при Министерстве юстиции России (создан 22 июля 2009 года).
Был официальным представителем Русской православной церкви в Парламентском собрании Союза Беларуси и России, членом комиссии по организации государственной поддержки и развитию самобытной казачьей культуры, членом общественного совета при Госнаркоконтроле, членом общественного совета при Росреестре.
25 апреля 2010 года по рекомендации патриарха Кирилла стал секретарём-координатором исполкома Межрелигиозного совета СНГ.
19 апреля 2011 года в соборном храме Сошествия Святого Духа Зачатьевского ставропигиального женского монастыря города Москвы патриархом Московским и всея Руси Кириллом возведён в сан протоиерея.
4 октября 2012 года решением Священного синода назначен клириком Никольского собора в Нью-Йорке и представителем Всемирного русского народного собора при ООН.
В 2013 году освобождён от должности исполнительного секретаря Межрелигиозного совета СНГ.
11 марта 2014 года по благословению патриарха Московского и всея Руси Кирилла наместником Троице-Сергиевой лавры архиепископом Феогностом (Гузиковым) пострижен в монашество с наречением имени Иоанн в честь святителя Иоанна Шанхайского и Сан-Францисского.

### Архиерейство
25 июля 2014 года решением Священного синода РПЦ избран епископом Наро-Фоминским, викарием патриарха Московского и всея Руси, управляющим Патриаршими приходами в США. 28 июля патриархом Московским и всея Руси Кириллом за литургией в храме Христа Спасителя возведён в сан архимандрита.
1 августа того же года в Георгиевском храме на Поклонной горе был хиротонисан во епископа. Хиротонию совершили: патриарх Московский и всея Руси Кирилл, митрополит Крутицкий и Коломенский Ювеналий (Поярков), митрополит Волоколамский Иларион (Алфеев), архиепископ Егорьевский Марк (Головков), епископ Солнечногорский Сергий (Чашин).
10 июня 2015 года возглавил делегацию Русской православной церкви на торжествах в Стамбуле по случаю тезоименитства патриарха Константинопольского Варфоломея.
15 октября 2018 года решением Священного синода РПЦ освобождён от управления Патриаршими приходами в США и назначен епископом Богородским, управляющим приходами Московского патриархата в Италии. Согласно сообщениям в СМИ, перемещение было вызвано отказом властей США в продлении его визы.
28 декабря 2018 года решением Священного синода РПЦ назначен главой Патриаршего экзархата в Западной Европе с титулом «Корсунский и Западноевропейский» с сохранением временного управления приходами Русской православной церкви в Италии.
3 января 2019 года в Успенском соборе Московского Кремля патриархом Кириллом возведён в сан митрополита.
30 мая 2019 года решением Священного синода РПЦ освобождён от управления Корсунской епархией, приходами Московского патриархата в Италии и должности патриаршего экзарха Западной Европы и назначен управляющим Венско-Австрийской и Будапештско-Венгерской епархиями с титулом «Венский и Будапештский».
30 августа 2019 года решением Священного синода РПЦ был освобождён от управления Будапештско-Венгерской епархией с изменением титула на титул «Венский и Австрийский».
11 марта 2020 года решением Священного синода РПЦ почислен на покой с местопребыванием в Москве. 23 июня 2020 года назначен настоятелем храма Преподобного Феодора Студита у Никитских ворот в Москве. 21 июля 2020 года назначен настоятелем храма Покрова Пресвятой Богородицы в Измайлове г. Москвы.